# Vocal cerrada anterior no redondeada
La vocal cerrada anterior no redondeada, (escucharⓘ) es un sonido vocálico que se usa en casi todas las lenguas orales. El símbolo en el Alfabeto Fonético Internacional es i, y el símbolo X-SAMPA equivalente es i.

## Características
- Su abertura es cerrada, lo que significa que la lengua se sitúa tan cerca como sea posible al paladar sin crear una constricción que se pudiera calificar como consonante.

- Su localización es anterior, lo que significa que la lengua se sitúa tan adelante como sea posible en la boca sin crear una constricción que se pueda calificar como consonante.

- No es una vocal redondeada, lo que significa que los labios no se abocinan y sus superficies interiores no están expuestas.

## Apariciones
La vocal [i] es muy común. Fonológicamente está presente en casi todas las lenguas con tres o más vocales, y fonéticamente en todas probablemente. Por ejemplo:
- Croata: vino [viːno̞], "vino"
- Feroés: ''''il [iːl], "--(foot)sole--"
- Español: tipo [ˈt̪ipo]
- Islandés: líka [liːka], "también"
- Italiano: qui [kwi], "aquí"
- Ligur: chìnn-a [ˈkiNNa], "cuna"
- Noruego: is [iːs], "hielo"
- Portugués: li [liː], "leo"
- Polaco: i [i], "y"
- Ruso: лист [lʲist], "cinco"
- Sueco: is [iːs]ⓘ, "hielo"
- Vietnamita: ty [tī], "oficina"

| Lengua                         | Palabra       | AFI        | Significado   |
| ------------------------------ | ------------- | ---------- | ------------- |
| Afrikáans                      | dief          | [dif]      | "ladrón"      |
| Alemán                         | Ziel          | [t͡siːl]ⓘ   | "meta"        |
| Árabe (estándar)               | دين‎/diin      | [d̪iːn]     | "religión"    |
| Catalán                        | sic           | [ˈsik]     | "sic"         |
| Chino mandarín                 | 七 / qī       | [tɕʰi˥]ⓘ   | "siete"       |
| Checo                          | bílý          | [ˈbiːliː]ⓘ | "blanco"      |
| Chuvasio                       | çип           | [ɕ̬ip]      | "amenaza"     |
| Francés                        | fini          | [fini]     | "terminado"   |
| Griego moderno                 | κήπος / kípos | [ˈc̠i.po̞s̠]  | "jardín"      |
| Hebreo moderno[cita requerida] | חשיבה         | [χäʃivä]   | "pensamiento" |
| Húngaro                        | ív            | [iːv]      | "arco"        |
| Inglés                         | free          | [fɹ̠iː]ⓘ    | "libre"       |
| Inglés australiano             | bit           | [bit]      | "poco"        |
| Italiano                       | bile          | [ˈbiːle̞]   | "ira"         |
| Japonés                        | 銀/gin        | [ɡʲiɴ]ⓘ    | "tabla"       |
| Neerlandés                     | biet          | [bit]ⓘ     | "remolacha"   |